# Амит, Ури
Ури Амит (ивр. אורי עמית‎) — израильский политик, 3-й мэр Рамат-Гана.

## Биография
Родился в 1935 году в Багдаде (Ирак) под именем Овед Абуди Паша (ивр. עובד עבודי פאשה‎). Когда ему было пять лет, его семья эмигрировала в подмандатную Палестину в Рамат-Ган, где с 1927 года жили их родственники. Через некоторое время семья вернулась в Ирак, где их дом стал одним из центров молодёжного сионистского движения «Хе-Халуц» на территории Ирака. Впоследствии Амит совершил репатриацию в Израиль в 1949 году в возрасте 16 лет. Учился в Молодёжном поселении Бен-Шемена, а впоследствии жил и работал в кибуце Ягур, где сформировались его идеологические взгляды. После службы в ВВС Израиля и работы в проектах по мелиорации пустыни Негев занялся политической деятельностью в составе партии «МАПАЙ» (позднее «Авода»).
В 1960-х годах переехал в Рамат-Ган. С середины 1970-х годов в течение девяти лет занимал там пост секретаря совета профсоюзов. В 1983 выиграл выборы на пост мэра Рамат-Гана, обойдя шедшего на вторую каденцию предыдущего мэра Исраэля Пеледа и став первым мэром от «Аводы». Его деятельность на посту мэра включала закрытие ряда загрязняющих природу фабрик, улучшение городской инфраструктуры (дорог, водопровода и канализации), озеленение города, открытие галерей израильского искусства на ул. Аббы Гилеля и в центре «Аялон». Помимо этого, под его руководством был отреставрирован и превращён в музей истории Рамат-Гана дом первого мэра города Авраама Криницы, были налажены связи с городами-побратимами Рамат-Гана и значительно улучшена собираемость налогов, что обеспечило существенный профицит муниципального бюджета вплоть до конца его деятельности на этом посту.